# Aspidiotus selangorensis
Aspidiotus selangorensis är en insektsart som beskrevs av Hall och Williams 1962. Aspidiotus selangorensis ingår i släktet Aspidiotus och familjen pansarsköldlöss. Inga underarter finns listade i Catalogue of Life.